# トップ (アルバム)
『トップ』（英: Top）は、アメリカ合衆国のラッパー、ヤングボーイ・ネヴァー・ブローク・アゲインの2作目のスタジオ・アルバム。2020年9月11日にネヴァー・ブローク・アゲイン、アトランティック・レコードからリリースされた。ミックステープ『38 Baby 2』、『Still Flexin, Still Steppin』に続く、ヤングボーイの2020年3作目の作品となる。アルバムは全21曲で構成されており、客演としてスヌープ・ドッグ、リル・ウェインが参加している。

## 背景
前作『38 Baby 2』のリリース後、4年間継続して音楽をリリースしてきたヤングボーイは 、楽曲のリリースを一時的に休止することを発表した。その際、「俺は金曜日に『38 Baby 2』をリリースしたら、より良い状況になるまで、二度と曲/アルバムをリリースしない」とツイートした。また、アルバム4枚と引き換えに、所属レーベルにマスターズを求めたことも公にしている。しかし、レーベルはこのオファーを断った。2020年8月20日、ヤングボーイは自身のソーシャルメディアを通じて、次回作の発売日、収録曲数 (18曲) を発表した。8月25日、本作は予約注文だけでApple Musicで1位を獲得した。

## プロモーション

### シングル
2020年8月3日、「All In」を本作のリードシングルとしてリリース。 同曲ではヤングボーイの傷心と喪失感をギターの音で表現している。
8月13日、「Kacey Talk」をセカンドシングルとしてリリース。同曲ではヤングボーイの息子ケイシーの声が収録されている。また、ミュージックビデオでは彼と彼の弟であるケイデンが出演してる。
9月1日、スヌープ・ドッグを客演に迎えた「Callin」をサードシングルとしてリリース。

### その他のリリース
2020年6月12日、「Sticks with Me」を本作の先行シングルとしてリリース。ミュージックビデオはリッチ・ポーターが監督を務め、ヤングボーイが棺や墓場の周りでパフォーマンスする内容となっている。
8月25日、「Murder Business」をプロモーション・シングルとしてリリース。同曲のミュージックビデオもリッチ・ポーターが監督を務めており、ヤングボーイとそのクルーが様々な場所でパフォーマンスする内容となっている。
「House Arrest Tingz」は本作の18曲目に収録されている。同曲はヤングボーイが自宅謹慎中の2019年9月25日にYouTubeで独占公開されたものである。
「The Last Backyard...」は、2020年初頭にライヴを経て流出した曲である。同曲は本作の3曲目に収録されている。

## アートワーク
本作の発表とともにアートワークが公開された。しかし、それは同じアトランティック・レコードのレーベルメイトであるロディー・リッチが2019年にリリースした『Please Excuse Me for Being Antisocial』に似ているとの批判を集めた。どちらのアートワークも白黒、似たようなポーズ、服装が特徴である。XXLの記者、ゾーイ・ジョンソンは「ロディーは首のジュエリーをシャツの中に入れているが、彼 (ヤングボーイ) は2つのアイスアウト・キューバ・リンク・チョーカー・チェーンを着用している。」と記載している。
リッチはTwitterで反応し、「ロディーはたった一人だ」とツイートした。また、彼は今回のヤングボーイとの問題についても軽視しており、「俺はこのことを気にしていない。比較されるのはうんざりだ。」とコメントしている。

## 売上
本作は、リリース初週に12.6万枚 (純粋なアルバム売上は1.9万枚) を売り上げ、本国アメリカのBillboard 200で初登場1位を獲得した。これはヤングボーイにとって3作目の全米1位を獲得した作品となった。 (2020年で2作目) また、9月26日週までに、アルバム全21曲のストリーミング再生が合計1億5632万回を記録した。

## 収録曲
| #         | タイトル                           | 作詞・作曲                                                                                      | プロデューサー                                   | 時間  |
| --------- | ---------------------------------- | ----------------------------------------------------------------------------------------------- | ------------------------------------------------ | ----- |
| 1.        | 「Drug Addiction」                 | Kentrell Gaulden Benjamin Hubble Christoffer Marcussen                                          | Palaze LayZ Beats                                | 2:44  |
| 2.        | 「Cross Roads」                    | Gaulden Joseph Boyden John Carrington Jr. Keenan Webb                                           | Keenan Webb Trauma Tone Seph Got the Waves       | 2:48  |
| 3.        | 「The Last Backyard...」           | Gaulden Tavian Dawson Carter                                                                    | TayTayMadeIt                                     | 2:36  |
| 4.        | 「Right Foot Creep」               | Gaulden Carter                                                                                  | TayTayMadeIt                                     | 2:39  |
| 5.        | 「Dirty Stick」                    | Gaulden Daniel Lebrun Logan Christopher Sven Steenbergen                                        | D-Roc 17onDaTrack ABonTheBeat                    | 2:49  |
| 6.        | 「Kacey Talk」                     | Gaulden Julia Lewis Jason Goldberg Sebastian Lopez                                              | Julia Lewis 1Mind                                | 2:31  |
| 7.        | 「My Window」(featuring Lil Wayne) | Gaulden Dwayne Carter Jr. Jason Cornet Samuel Jimenez                                           | Smash David TenRoc                               | 3:12  |
| 8.        | 「I'm Up」                         | Gaulden Wesley Glass Aaron Selva                                                                | Wheezy Selvziño                                  | 2:26  |
| 9.        | 「Off Season」                     | Gaulden Aaron Lockhart Mike Laury                                                               | Dubba-AA Mike Laury                              | 2:38  |
| 10.       | 「All In」                         | Gaulden Luke Clay Michael O'Brien Brandon Russell                                               | Yung Lan LC 12Hunna BJ Beatz                     | 2:36  |
| 11.       | 「Dead Trollz」                    | Gaulden Jarrian Thompson Lukas Payne Sterling Reynolds                                          | PlayboyXO LondnBlue Karltin Bankz                | 3:29  |
| 12.       | 「Fuck Ya!」                       | Gaulden Don'Taye Shephard Gregory Sanders Jr. Allen Kelly                                       | Hitman Audio AKel WassamWop                      | 3:04  |
| 13.       | 「Big Bankroll」                   | Gaulden Brandon Russel Jaylen Jackson Kendrell Mattox                                           | BJ Beatz DrellOnTheTrack BxsedJay                | 3:20  |
| 14.       | 「Boom」                           | Gaulden Braylen Rembert Sanders                                                                 | Hitman Audio Ayo Bleu                            | 2:28  |
| 15.       | 「Reaper's Child」                 | Gaulden Vincent Verdi Kevin Gomringer Tim Gomringer Jack Lomastro Nizzy Farsi                   | Wallis Lane Vinny For Good Cubeatz Jack Lomastro | 3:23  |
| 16.       | 「Murder Business」                | Gaulden India Williams Gregory Sanders                                                          | India Got Them Beats Hitman Audio                | 2:12  |
| 17.       | 「Sticks with Me」                 | Gaulden Don'Taye Shephard Daniel Wright                                                         | WassamWop Trapman TwoThree                       | 2:49  |
| 18.       | 「House Arrest Tingz」             | Gaulden Brian Carroll Tevin Revell                                                              | Drum Dummie                                      | 2:48  |
| 19.       | 「To My Lowest」                   | Gaulden Mattox Nikola Pejovic                                                                   | DrellOnTheTrack DZIMI                            | 3:05  |
| 20.       | 「Peace Hardly」                   | Gaulden Dondre Moore Tahj Morgan Tobias Fagerstroem                                             | JetsonMade Neeko Baby Humblebee                  | 2:42  |
| 21.       | 「Callin」(featuring Snoop Dogg)   | Gaulden Calvin Broadus Jr. Cassio Bouziane Vincent Verdi Paimon Jahanbin Nima Jahanbin Goldberg | Cássio Vinny For Good Wallis Lane                | 2:23  |
| 合計時間: | 合計時間:                          | 合計時間:                                                                                       | 合計時間:                                        | 54:42 |

## チャート
| 国/地域                               | 最高位 |
| ------------------------------------- | ------ |
| ベルギー (Ultratop Flanders)          | 167    |
| カナダ (Billboard)                    | 4      |
| オランダ (MegaCharts)                 | 50     |
| フランス (SNEP)                       | 146    |
| UK アルバムズ (OCC)                   | 62     |
| US Billboard 200                      | 1      |
| US Top R&B/Hip-Hop Albums (Billboard) | 1      |